# Kesheng (sockenhuvudort i Kina, Qinghai Sheng, lat 34,21, long 101,55)
Kesheng (kinesiska: 柯生, 柯生乡, 香扎寺) är en sockenhuvudort i Kina. Den ligger i provinsen Qinghai, i den nordvästra delen av landet, omkring 270 kilometer söder om provinshuvudstaden Xining. Antalet invånare är 3 017. Befolkningen består av 1 471 kvinnor och 1 546 män. Barn under 15 år utgör 25,0 %, vuxna 15-64 år 69 %, och äldre över 65 år 4,0 %.
Runt Kesheng är det mycket glesbefolkat, med 4 invånare per kvadratkilometer. Det finns inga andra samhällen i närheten. Trakten runt Kesheng består i huvudsak av gräsmarker.